# Wilhelm Rettig

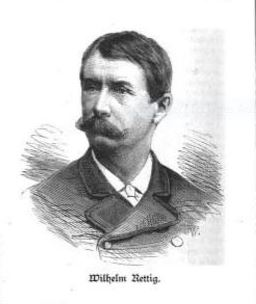
Wilhelm Rettig

Wilhelm Rettig (* 25. Februar 1845 in Heidelberg; † 2. August 1920 in Berlin) war ein deutscher Architekt, kommunaler Baubeamter, Konstrukteur und Unternehmer.

## Leben
Rettig studierte von 1861 bis 1865 am Polytechnikum in Karlsruhe, wo er 1866 die zweite Staatsprüfung ablegte. Er arbeitete als Assistent von Adolph Schroedter und wurde 1867 im amtlichen Auftrag nach Paris entsandt. Bis 1871 führte mehrere größere Bauten in Heidelberg aus. Im Jahr 1872 ging er nach Berlin und begann für das Atelier von Ende und Böckmann zu arbeiten. Er übernahm anschließend die selbständige Leitung der Rheinischen Baugesellschaft in Mannheim. Kurz darauf war er wieder in Berlin, um sich mit Bootsbau zu beschäftigen, dort trat er in das Hochbaubüro des Reichstagsbaues ein und arbeitete unter Paul Wallot.
Von 1890 bis 1891 war er Stadtbaumeister in Dresden, anschließend leitete er als (städtischer) Oberbaurat die kommunale Hochbauverwaltung der Stadt München. In München gab er wichtige Impulse für die zeitgenössische Stadtplanung, konnte sich jedoch mit manchen seiner Ideen nicht gegen wirtschaftliche und kommunalpolitische Interessen durchsetzen. Bereits 1896 gab er sein Amt auf und ging nach Berlin.
Rettig stellte 1895 die von ihm entwickelte Rettig-Bank für Schulen vor. Diese Schulbank wurde zunächst von dem Berliner Unternehmen P. Johs. Müller & Co. hergestellt und vertrieben, dessen Mitinhaber er war. Außerdem war er Inhaber der Firma Neue Bootswerft, deren Werftanlage an der Köpenicker Landstraße in (Berlin-)Niederschöneweide lag. In der Rudersport-Fachliteratur wird er vereinzelt auch als Entwickler des Rollsitzes genannt. Auf der Internationalen Luftfahrtausstellung 1909 in Frankfurt am Main präsentierte er eine neuartige Bauweise für Luftschiff-Gerippe aus Holz.
In seiner Freizeit war Rettig Ruderer und 1896 einer der Begründer der Berliner Rudergesellschaft Wiking e.V. Er betrieb zeitweise eine eigene Bootswerft in der Stralauer Allee in Berlin, die sich mit der Entwicklung und Verbesserung des Rudergeräts, der Rollsitze, Hohlruder und Rennboote beschäftigte. Er selbst nahm bereits 1880 an Wettfahrten teil.

## Werk (Auswahl)
Bauten und Entwürfe
- 1876: Wettbewerbsentwurf für einen Rathaus-Neubau in Hamburg (gemeinsam mit Rosemann und Jacob)
- 1875–1881: Garnisonskirche Metz (mit Buschmann)
- 1890/91: Stufenbahn (zusammen mit Bruder Heinrich Rettig, königlicher Baurat in Posen)[9]
- 1891–1893: Markthalle Antonsplatz in Dresden (nach Vorplanung von Stadtbaurat Theodor Friedrich)
- 1891–1893: Schulgebäude an der Silbermannstraße in Dresden
- 1891 Entwurf für ein neues Realgymnasium Dreikönigschule, der jedoch nicht verwirklicht wurde.[10]

Schriften
- Neue Schulbank. In: Deutsche Bauzeitung. 1891
- Neue Schulbank. Schneider, Leipzig 1895, OCLC 800610284.
- Zur Schulbanksache – offener Brief an E. Wisskott …. Charlottenburg 1908.
- Leo Burgerstein und die Schulbankfrage. P. J. Müller, Charlottenburg 1909.